# 광림교회
광림교회(光林敎會)는 서울특별시 강남구 신사동에 위치한 기독교대한감리회 소속의 개신교 교회이다.

## 연혁
- 1953년: 광희문교회가 고야사 자리(서울특별시 중구 장충동)에서 '광희문 제2교회'라는 이름으로 창립
- 1954년 11월 14일: 건축기공을 위한 정초식 거행. 이 무렵 '광희문 제2교회'에서 '광림교회'로 명칭이 변경
- 1971년 2월 28일: 제5대 담임목사 김선도 목사 부임
- 1978년
  - 4월 18일: 서울특별시 강남구 신사동으로 이전[1]
  - 6월 29일: 신사동 571-1에 광림교회 본당 건물 건축 허가, 착공[2]
- 1979년 12월: 본당 건물 준공[3]
- 1988년: 광림수도원 완공
- 1998년 10월 7일: 일산광림교회(김선도감독기념교회) 착공
- 1999년 12월 31일: 일산광림교회(김선도감독기념교회) 준공
- 2000년
  - 6월 4일: 일산광림교회(김선도감독기념교회) 봉헌예배
  - 6월: 터키 안디옥에 지교회 설립
- 2001년: 제6대 담임목사 김정석 목사 부임
- 2006년 10월 1일: 일산광림교회(김선도감독기념교회) 독립
- 2008년 5월: 중국 선전에 지교회 설립
- 2008년 12월: 국제광림 비전랜드 신축봉헌
- 2011년: 사회봉사관 착공
- 2013년: 사회봉사관 완공
- 2017년: 광림서교회 봉헌
- 2018년: 광림북교회 봉헌
- 2018년 9월: 광림수도원 샬롬하우스, 대성전 리모델링 착공
- 2019년: 광림수도원 샬롬하우스, 대성전 리모델링 완공

## 역사
1953년 광희문교회에서 지교회 설립을 결의하여, 동북 중고등학교 자리에 있었던 고야사 절간에서 ‘광희문 제2교회’라는 이름으로 창립예배를 드리는 것이 광림교회의 시작이다. 월남한 교인들과 민응식 목사를 중심으로 고야사 일부를 예배처소로 정하고 35명의 청장년이 모인 것이 첫 예배였다. 1954년 11월 14일 건축기공을 위한 정초식을 거행하였다. 이 무렵 교회의 명칭이 광림교회로 바뀌었는데 그것은 교회가 위치한 광희문과 쌍림동 두 개의 이름에서 유래한 것이다.

## 교회명의 유래
광림교회는 광희문(光熙門)의 '光'과 쌍림동(雙林洞)의 '林'에서 유래되었으며, 이것을 성서적으로 해석하면 출애굽기 3장의 '떨기나무 가운데로부터 나오는 불꽃', 영어로 'Burning Bush'이다. 이는 모세가 호렙산에서 불에 타지 않는 가시 떨기나무를 통해서 살아계신 하나님을 만나고 애굽의 바로 통치 아래서 수난과 질고에 허덕이던 이스라엘 민족을 구출하라는 거룩한 소명을 받은 사건과 동일한 의미가 있으며, 광림(光林)이란 선교 공동체를 택하셔서 이스라엘 자손들의 부르짖는 소리를 듣고 이 민족과 세계 선교를 위해 쓰임 받고자 하는 것이라는 의미이다.

## 역대 담임목사
| 대수  | 임기                     | 이름           | 비고 |
| ----- | ------------------------ | -------------- | --- |
| 제1대 | 1953년 10월 3일 ~ 1959년 | 민응식 목사    | 초대담임자 |
| 제2대 | 1959년 5월 ~ 1961년      | 한세홍 목사    | 1960년 12월 교회창립 7년 만에 성전준공(쌍림동 부지, 착공 후 6년) |
| 제3대 | 1961년 5월 ~ 1965년      | 조화철 목사    | 1963년 3월 17일 1대 민응식 목사 원로목사 추대 |
| 제4대 | 1965년 8월 ~ 1971년      | 김용련 목사    | |
| 제5대 | 1971년 2월 28일 ~ 2001년 | 고 김선도 목사 | 1979년 12월 16일 새성전(강남구 신사동) 입당예배 - 서울 전농감리교회 담임 (1957년 ~ 1962년) - 공군기술교육단 군목(1962년 ~ 1967년) - 공군사관학교 군종실장(1970년 ~ 1971년) - 대한민국 국민훈장 목련장 수상(1997년 1월 4일) - 제21대 기독교대한감리회 감독회장, 광림교회 원로목사(2001년 ~2022년 ) |
| 제6대 | 2001년 3월 25일 ~        | 김정석 목사    | 2020년 4월 김정석 목사 목회 30주년 |

## 시설물

### 본당
지하 1층, 지상 4층이며, 지상 2~4층에 대예배실이 있다. 1978년 착공하여, 1979년 12월 준공되었으며, 현대건설에서 건설하였다.

### 교육관
지하1층, 지상 5층의 건물로, 부설 어린이집, 유년부 예배실, 소년부 예배실, 초등부 예배실이 있다.

### 희망의 탑
지상 8층의 건물로 담임목사 및 감독 집무실 등 교회 운영진과 관련된 시설을 가지고 있다.

### 웨슬리관
지하 3층, 지상 5층의 건물로 각 부의 모임장소로 사용한다. 지하에는 장천아트홀이 있다.

### 베다니 하우스
지하 2층, 지상 5층의 건물로 목자관이 있다.

### 사회봉사관
2011년 착공, 2013년 완공되었다.
- 부속기관인 빛의숲(서점), 따뜻한 집, 광림아트센터가 있다.

## 부속 기관 및 지교회

### 부속 기관
| 명칭                           | 창립연도 | 위치 및 주소                                               |
| ------------------------------ | -------- | ---------------------------------------------------------- |
| 빛의숲                         | 2013년   | 서울특별시 강남구 논현로163길 33(신사동 568-2)             |
| 따뜻한 집                      | 2013년   | 서울특별시 강남구 논현로163길 33(신사동 568-2)             |
| 광림아트센터                   | 2013년   | 서울특별시 강남구 논현로163길 33(신사동 568-2)             |
| 광림수도원                     | 1988년   | 경기도 광주시 추자길 107(추자동 525-4)                     |
| 국제광림비전랜드               |          | 경기도 남양주시 화도읍 모꼬지로17번길 105(구암리 297-3 외) |
| 광림세미나하우스               | 1995년   | 경기도 포천시 소흘읍 광릉수목원로 603-40(직동리 457-1)     |
| 광림노인전문요양원 (사랑의 집) | 1991년   | 강원특별자치도 춘천시 서면 경춘로 771-79(안보리 863)       |

### 대한민국 국내 지교회
| 명칭       | 창립연도 | 위치 및 주소                                      |
| ---------- | -------- | ------------------------------------------------- |
| 광림남교회 | 1997년   | 경기도 용인시 기흥구 동백죽전대로 245(중동 419-1) |
| 광림서교회 | 2017년   | 인천광역시 서구 청라사파이어로 96(청라동 105-152) |
| 광림북교회 | 2018년   | 경기도 의정부시 송현로82번길 5(민락동 775)        |

### 해외 지교회
| 명칭                               | 창립연도   | 위치                         | 주소                                                                           |
| ---------------------------------- | ---------- | ---------------------------- | ------------------------------------------------------------------------------ |
| 뉴질랜드 광림교회                  | 1995년     | 뉴질랜드 오클랜드            | 543 Beach Road, Murrays Bay, Auckland 0630, New Zealand                        |
| 모스크바 광림교회                  | 1995년     | 러시아 모스크바              | Koptevskaya Ulitsa, 30А, Moscow, Russia, 125239                                |
| 어잉게렐교회                       | 2002년     | 몽골 울란바토르              |                                                                                |
| 터키 광림교회                      | 2000년 6월 | 터키 하타이주 안타키아       | 붕괴Kışla Saray Mahallesi, Saray Cd. No. 22, 31070 Hatay Merkez /Hatay, Turkey |
| 심천 광림교회                      | 2008년     | 중화인민공화국 광둥성 선전시 | 中华人民共和国深圳市福田区 车公庙泰然九路 皇冠科技园2栋3楼C19                  |
| 야마가타 광림교회                  | 2014년     | 일본 야마가타현 사가에시     | 日本国山形県寒河江市西根北町6-7                                                |
| 호치민 광림선교센터 (광림미션센터) | 2017년     | 베트남 호찌민시              | 9, Đường số 14 Khu B, Khu đô thị An Phú An Khánh, Quận 2, Hồ Chí Minh, Vietnam |

## 독립 교회
- 일산광림교회(김선도감독기념교회): 경기도 고양시 일산동구 숲속마을로 83(풍동 1281), 2000년 봉헌, 2006년 독립
- 광림동교회
- 상계광림교회
- 안산광림교회
- 부천광림교회
- 분당광림교회
- 광명광림교회

## 같이 보기
- 광희문교회
- 김선도